# 이야기가 있는 풍경
이야기가 있는 풍경은 매주 수요일 밤 3시에 KBS 1TV로 방송된 텔레비전 프로그램이다.

## 기획 의도
여행길에서 만난 사람들의 이야기를 담은 텔레비전 프로그램이다.

## 방송 시간
| 방송 채널 | 방송 기간                           | 방송 시간                          |
| --------- | ----------------------------------- | ---------------------------------- |
| KBS 1TV   | 2012년 10월 16일                    | 화요일 밤 4:00 ~ 4:50 (50분)       |
| KBS 1TV   | 2012년 10월 23일 ~ 2013년 4월 2일   | 매주 화요일 밤 2:30 ~ 3:20 (50분)  |
| KBS 1TV   | 2013년 4월 9일 ~ 2013년 4월 16일    | 매주 화요일 밤 2:40 ~ 3:30 (50분)  |
| KBS 1TV   | 2013년 4월 23일 ~ 2014년 4월 9일    | 매주 화요일 밤 2:50 ~ 3:25 (35분)  |
| KBS 1TV   | 2014년 4월 16일 ~ 2014년 8월 31일   | 매주 수요일 밤 3:00 ~ 3:35 (35분)  |
| KBS 1TV   | 2014년 9월 3일 ~ 2014년 9월 10일    | 매주 수요일 밤 3:20 ~ 3:55 (35분)  |
| KBS 1TV   | 2014년 9월 17일 ~ 2014년 11월 5일   | 매주 수요일 밤 3:20 ~ 4:00 (40분)  |
| KBS 1TV   | 2014년 11월 12일 ~ 2014년 12월 17일 | 매주 수요일 밤 3:00 ~ 3:30 (30분)  |
| KBS 1TV   | 2015년 2월 17일 ~ 2015년 4월 21일   | 매주 화요일 밤 3:35 ~ 4:15 (40분)  |
| KBS 1TV   | 2016년 3월 29일 ~ 2016년 12월 27일  | 매주 화요일 밤 3:00 ~ 3:40 (40분)  |
| KBS 1TV   | 2017년 1월 6일 ~ 2018년 10월 17일   | 매주 금요일 오후 5:35 ~ 5:55(20분) |

## 역대 진행자
| 역대 | 진행자 | 진행 기간                           |
| ---- | ------ | ----------------------------------- |
| 1대  | 최인희 | 2009년 4월 21일 ~ 2011년 4월 5일    |
| 2대  | 김수민 | 2011년 5월 31일 ~ 2011년 7월 16일   |
| 3대  | 윤석황 | 2011년 8월 3일 ~ 2011년 12월 1일    |
| 4대  | 이슬기 | 2011년 12월 15일 ~ 2013년 11월 25일 |
| 5대  | 김서련 | 2013년 12월 2일 ~ 2014년 11월 1일   |

## 방송 회차

### 2009년
| 회차 | 방송일    | 제목 (원제)                                     |
| ---- | --------- | ----------------------------------------------- |
| 1회  | 4월 21일  | 세상의 길, 삶과 이어지다                        |
| 2회  | 4월 28일  | 푸른 그림자 드리우는 봄                         |
| 3회  | 5월 12일  | 나무를 닮은 시간. 삶으로 들어오다               |
| 4회  | 5월 19일  | 호수, 삶을 말하다                               |
| 5회  | 5월 26일  | 숨어있는 작은 보석, 증평속으로                  |
| 6회  | 6월 2일   | 물길따라 역사의 흔적을 찾아서…                  |
| 7회  | 6월 9일   | 하늘과 바람과 꽃과 산                           |
| 8회  | 6월 16일  | 푸른 빛 따라, 조령 가는 길                      |
| 9회  | 6월 23일  | 숲의 향기, 마음을 두드리다                      |
| 10회 | 6월 30일  | 생거진천, 그 여름 속으로                        |
| 11회 | 7월 7일   | 바람이 머무는 호수                              |
| 12회 | 7월 14일  | 푸른 숨결, 호수 위에 머무르다                   |
| 13회 | 7월 21일  | 물길따라 여름은 흐르고…                         |
| 14회 | 7월 28일  | 일상의 무게를 내려놓고                          |
| 15회 | 8월 4일   | 한 여름, 추억의 山河                            |
| 16회 | 8월 11일  | 햇살 가득한 여름                                |
| 17회 | 8월 18일  | 전통의 멋과 향기를 찾아서                       |
| 18회 | 9월 8일   | 과거와 현재가 공존하는 곳, 청주                 |
| 19회 | 9월 15일  | 가을로 가는 풍경 - 청원                         |
| 20회 | 9월 22일  | 가을 빛 머금은 물결 따라, 공이리 가는 길 - 충주 |
| 21회 | 9월 29일  | 시간이 멈춘 곳에 고향이 있었네 - 단양           |
| 22회 | 10월 6일  | 가을이 물드는 소리 - 단양                       |
| 23회 | 10월 13일 | 가을, 추억 속을 달리다 - 충북선                 |
| 24회 | 10월 20일 | 멈춘 듯 흐르는 시간 속으로                      |
| 25회 | 10월 27일 | 청천, 그 삶의 이야기                            |
| 26회 | 11월 3일  | 가을, 향수에 취하다                             |
| 27회 | 11월 10일 | 호숫가에서 가을을 달리다                        |
| 28회 | 11월 17일 | 시간이 간다는 것 - 충북 영동                    |
| 29회 | 11월 24일 | 관음에서 미륵으로, 하늘재 가는 길 - 충북 충주   |
| 30회 | 12월 1일  | 겨울을 기다리며 - 충북 괴산                     |
| 31회 | 12월 8일  | 겨울, 섬이 된 산. 금수산 - 충북 제천            |
| 32회 | 12월 15일 | 오지마을 은운리의 겨울 - 충북 보은              |
| 33회 | 12월 29일 | 글이 된 시간, 그리고 기억 - 충북 충주           |

### 2010년
| 회차 | 방송일    | 제목 (원제)                                  |
| ---- | --------- | -------------------------------------------- |
| 34회 | 1월 4일   | 흐르는 시간에 길을 묻다 - 충북 옥천          |
| 35회 | 1월 11일  | 길의 경계에서 만난 쉼표 - 충북 괴산          |
| 36회 | 1월 18일  | 오래된 것이기에 간직되는 기억 - 충북 단양    |
| 37회 | 1월 25일  | 감 고을, 겨울의 기억 - 충북 영동             |
| 38회 | 2월 1일   | 미술, 일상으로 오다.                         |
| 39회 | 2월 8일   | 전통, 몸에 깃들고 손끝에 머물다.             |
| 40회 | 2월 22일  | 정갈한 기운이 머무는 곳                      |
| 41회 | 3월 1일   | 과거가 희망이 되는 곳 - 충북 음성            |
| 42회 | 3월 8일   | 봄이 찾아 온 고향                            |
| 43회 | 3월 15일  | 골목, 문득 사소한 것들을 돌아보다            |
| 44회 | 3월 22일  | 지나온 길 돌아보며 - 제천                    |
| 45회 | 3월 29일  | 마음에 품은 기억- 보은군 회인면              |
| 46회 | 4월 5일   | 나무의 시간을 만나다 - 괴산군 청천면         |
| 47회 | 4월 12일  | 시간의 흔적에 말을 건네다 - 청주             |
| 48회 | 4월 19일  | 설레는 봄, 청춘예찬 - 옥천군 안남면          |
| 49회 | 4월 26일  | 금강의 어느 봄날 - 영동                      |
| 50회 | 5월 3일   | 다시오지 않는 봄, 시가 되다 - 충북 제천      |
| 51회 | 5월 11일  | 흐르는 물길 따라 - 충주시 살미면             |
| 52회 | 5월 18일  | 봄빛호숫가에 그리움이 흐르고 - 청원군 문의면 |
| 53회 | 5월 25일  | 봄의 끝자락에서 만난 고향 - 단양군 영춘면    |
| 54회 | 6월 1일   | 하늘정원 소백산 자락에서 - 단양 소백산       |
| 55회 | 6월 8일   | 오지로 떠난 시간, 갈론 마을 - 괴산군 칠성면  |
| 56회 | 6월 15일  | 화양구곡, 여름을 품다 - 괴산군 청천면        |
| 57회 | 6월 22일  | 초록빛 드리운 곳, 월악산                     |
| 58회 | 6월 29일  | 숲의 향기가 부르는 곳, 민주지산              |
| 59회 | 7월 6일   | 여름 향기 가득한 황간                        |
| 60회 | 7월 13일  | 작지만 행복한 곳, 증평                       |
| 61회 | 8월 3일   | 옛 이야기 지즐대는 곳, 옥천                  |
| 62회 | 8월 10일  | 청운의 꿈을 품은 곳, 청안                    |
| 63회 | 8월 17일  | 시간의 향기속으로 - 음성감곡                 |
| 64회 | 8월 24일  | 남한강, 잊혀진 옛길을 따라 - 충주 앙성       |
| 65회 | 8월 31일  | 낯선 여행길, 강물 따라 흐르고 - 청원 강내    |
| 66회 | 9월 7일   | 드라마 ‘제빵왕 김탁구’ 촬영현장 속으로       |
| 67회 | 9월 14일  | 풍요의 계절 가을, 그 길목에서 - 제천         |
| 68회 | 9월 28일  | 과일향기 따라간 곳, 충북 영동                |
| 69회 | 10월 12일 | 보은으로 떠난 가을여행                       |
| 70회 | 10월 26일 | 가을, 대청호를 걷다                          |
| 71회 | 11월 2일  | 소백산 자락에서 가을을 만나다 - 단양         |
| 72회 | 11월 30일 | 흐르는 시간 그 흔적을 찾아서 - 충북 괴산     |
| 73회 | 12월 7일  | 짧은 가을 지나고, 다시 겨울 - 충북 충주      |
| 74회 | 12월 14일 | 우암산에서 겨울을 만나다. - 충북 청주        |
| 75회 | 12월 21일 | 겨울은 물길 따라 흐르고 - 충북 청원          |

### 2011년
| 회차  | 방송일    | 제목 (원제)                                             |
| ----- | --------- | ------------------------------------------------------- |
| 76회  | 1월 4일   | 겨울, 청천 - 충북 괴산                                  |
| 77회  | 1월 11일  | 겨울, 청천 - 충북 괴산                                  |
| 78회  | 1월 18일  | 골목길을 걷다 - 충북 청주                               |
| 79회  | 1월 25일  | 김탁구의 도시 청주, 지난 감동을 다시 느끼다 - 충북 청주 |
| 80회  | 2월 8일   | 자연에 물들다 - 충북 괴산 연풍                          |
| 81회  | 2월 15일  | 겨울이 가는 소리 - 충북 괴산 연풍 2                     |
| 82회  | 3월 8일   | 마음의 쉼표, 영동에 가다                                |
| 83회  | 3월 15일  | 마음의 쉼표, 영동에 가다                                |
| 84회  | 3월 22일  | 강물 따라 나서는 봄마중 - 충북 옥천                     |
| 85회  | 4월 5일   | 강물 따라 흐르는 풍경과 이야기 - 옥천                   |
| 86회  | 4월 12일  | 살기 좋은 땅, 진천에 가다 - 충북 진천                   |
| 87회  | 4월 19일  | 구수한 멋과 흥을 찾아... - 충북 진천                    |
| 88회  | 4월 26일  | 꽃길에서 만난 여유와 행복 - 청원                        |
| 89회  | 5월 3일   | 느림의 미학, 둘레길을 걷다 - 청원                       |
| 90회  | 5월 17일  | 도심 속 숨은 보석, 둘레길 - 충북 충주                   |
| 91회  | 5월 24일  | 자연과 함께 하는 가족여행 - 충북 충주                   |
| 92회  | 5월 31일  | 강물 따라 떠나는 괴산여행 - 충북 괴산                   |
| 93회  | 6월 7일   | 강물 따라 떠나는 괴산여행 - 충북 괴산                   |
| 94회  | 6월 14일  | 은혜로운 땅, 그 곳에 서다 - 보은                        |
| 95회  | 6월 28일  | 자연과 하나되는 곳 - 충북 보은                          |
| 96회  | 7월 5일   | 소백산 자락길에 서다 - 충북 단양                        |
| 97회  | 7월 12일  | 소백산 자락길에 서다 - 충북 단양                        |
| 98회  | 7월 19일  | 여름, 제천의 풍경을 담다 - 충북 제천                    |
| 99회  | 7월 26일  | 고개 넘어 그곳에는... - 충북 제천                       |
| 100회 | 8월 2일   | 짙은 여름, 계곡을 만나다 - 충북 괴산                    |
| 101회 | 8월 9일   | 길 위에서 만나는 휴식 - 충북 괴산                       |
| 102회 | 8월 23일  | 시간이 멈춘 곳으로 - 충북 영동                          |
| 103회 | 8월 30일  | 계절이 끝나고 시작되는 곳 - 영동                        |
| 104회 | 9월 6일   | 가을을 닮은 여행 - 충주                                 |
| 105회 | 9월 13일  | 강을 따라 가을을 만나다 - 충주                          |
| 106회 | 9월 20일  | 가을, 영동에 물들다 - 충북 영동                         |
| 107회 | 9월 27일  | 소리를 따라 떠나는 여행 - 영동                          |
| 108회 | 10월 11일 | 가을, 월악에 오르다 - 충북 제천                         |
| 109회 | 10월 18일 | 가을 바람을 따라 가다 - 제천                            |
| 110회 | 10월 25일 | 시인의 마을 그곳에서... - 보은                          |
| 111회 | 11월 1일  | 가을이 머문 풍경 - 충북 보은                            |
| 112회 | 11월 10일 | 내륙의 바다, 충주호를 품다 - 충북 충주                  |
| 113회 | 11월 17일 | 가을의 끝, 단양에 취하다 - 충북 단양                    |
| 114회 | 11월 24일 | 이름만 들어도 설레는 곳 - 충북 단양                     |
| 115회 | 12월 1일  | 그리움도 강물이다 - 충북 옥천                           |
| 116회 | 12월 15일 | 그리운 것은 산 뒤에 있다 - 충북 옥천                    |
| 117회 | 12월 22일 | 천 년의 소리 살아서 머물다 - 충북 진천                  |
| 118회 | 12월 29일 | 오래된 시간의 향기 - 충북 진천                          |

### 2012년
| 회차  | 방송일    | 제목 (원제)                                           |
| ----- | --------- | ----------------------------------------------------- |
| 119회 | 1월 12일  | 흐르지 못한 시간의 이야기 - 충북 보은                 |
| 120회 | 1월 19일  | 기나긴 세월의 발자취를 품다. - 충북 보은              |
| 121회 | 1월 26일  | 대청호, 여전히 삶은 흐른다 - 충북 청원                |
| 122회 | 2월 2일   | 자연과 예술이 맞닿은 그곳 - 충북 청원                 |
| 123회 | 2월 9일   | 자연과 세월이 빚은 풍경 속으로 - 충북 청원            |
| 124회 | 2월 14일  | 대청호, 여전히 삶은 흐른다 - 충북 청원                |
| 125회 | 2월 16일  | 산자락을 따라 흘러가다 - 충북 청주                    |
| 126회 | 2월 23일  | 겨울의 끝자락, 소백을 오르다. - 충북 단양             |
| 127회 | 3월 1일   | 겨울, 추억이 머문 자리 - 충북 단양                    |
| 128회 | 3월 8일   | 충북의 끝자락에서 봄을 만나다! - 충북 영동            |
| 129회 | 3월 15일  | 봄이 물든 풍경, 백화산 - 충북 영동                    |
| 130회 | 3월 22일  | 잠시 돌아가도 좋을 그 곳 - 충북 옥천                  |
| 131회 | 3월 29일  | 봄이 오는 길.. - 충북 옥천                            |
| 132회 | 4월 5일   | 역사와 전통... 그 물줄기를 따라서 - 충북 충주         |
| 133회 | 4월 19일  | 38번 국도를 따라 거닐다 - 충북 충주                   |
| 134회 | 4월 26일  | 그리움이 머무는 곳.. - 충북 제천                      |
| 135회 | 5월 3일   | 꽃이 진 자리, 봄이 머물다 - 충북 제천                 |
| 136회 | 5월 10일  | 저 푸른 초원 위에... - 충북 괴산                      |
| 137회 | 5월 17일  | 일곱가지 보석을 품다 - 충북 괴산                      |
| 138회 | 5월 24일  | 시계 바늘을 되돌려가다. - 충북 보은                   |
| 139회 | 5월 31일  | 봄과 여름 그 사이 - 충북 옥천                         |
| 140회 | 6월 7일   | 작지만 행복한 곳, 증평을 만나다! - 충북 증평          |
| 141회 | 6월 14일  | 초록빛 물든 고을, 단양에 가다!                        |
| 142회 | 6월 21일  | 몸과 마음이 치유되는곳 - 충북 음성                    |
| 143회 | 6월 28일  | 시간이 풍경이 된 곳 - 충북 음성                       |
| 144회 | 7월 5일   | 청풍명월의 여름을 만나다. - 충북 제천                 |
| 145회 | 7월 12일  | 정겨움 따라 걷는 여름 여행길 - 충북 제천              |
| 146회 | 7월 19일  | 마음의 번화가를 벗어나 고요한 오지로 가다 - 충북 괴산 |
| 147회 | 8월 16일  | 아홉 개의 보석, 화양구곡 - 충북 괴산                  |
| 148회 | 8월 23일  | 한 여름에 떠나는 추억 여행 - 충북 영동                |
| 149회 | 9월 6일   | 여름과 가을 사이, 두 계절을 만나다 - 충북 괴산        |
| 150회 | 9월 13일  | 가을 숲속을 걷다 - 충북 제천                          |
| 151회 | 9월 20일  | 가을, 단양 愛 빠지다! - 충북 단양                     |
| 152회 | 9월 27일  | 오래된 풍경이 빛나는 곳, 단양으로의 초대 - 충북 단양  |
| 153회 | 10월 4일  | 묘봉의 가을 수채화 - 충북 보은                        |
| 154회 | 10월 18일 | 찬란한 가을 속으로 떠나는 여행 - 충북 보은            |
| 155회 | 11월 1일  | 가을빛에 물든 속리산행기 - 충북 보은                  |
| 156회 | 11월 8일  | 물길 따라 떠나는 도심여행 - 충북 청주                 |
| 157회 | 11월 15일 | 늦가을, 낭만에 대하여... - 충북 옥천                  |
| 158회 | 11월 22일 | 추소리로 떠나는 만추여행 - 충북 옥천                  |
| 159회 | 11월 29일 | 대청호 물결이 품은 여유와 행복 - 충북 청원·청주       |
| 160회 | 12월 6일  | 겨울의 문턱, 제천으로의 여행 - 충북 제천              |
| 161회 | 12월 20일 | 옛 흔적의 그리움 따라 떠난 길 - 충북 제천             |
| 162회 | 12월 27일 | 2012 마지막 겨울여행 - 충북 괴산                      |

### 2013년
| 회차  | 방송일    | 제목 (원제)                                   |
| ----- | --------- | --------------------------------------------- |
| 163회 | 1월 10일  | 2013 새해 희망 여행 - 충북 충주               |
| 164회 | 1월 17일  | 자연과 전통의 겨울 수묵화 - 충북 괴산         |
| 165회 | 1월 24일  | 마음 속 쉼표 하나, 겨울 여행 - 충북 진천·증평 |
| 166회 | 1월 31일  | 산, 삶을 품다. - 충북 청원                    |
| 167회 | 2월 4일   | 옛길따라 걷는 추억여행 - 충북 청주, 청원      |
| 168회 | 2월 18일  | 소리 따라 떠나는 국악여행 - 충북 영동         |
| 169회 | 3월 4일   | 철새와 함께 머문 충주여행 - 충북 충주         |
| 170회 | 3월 25일  | 속리산으로의 봄 마중 - 충북 보은              |
| 171회 | 4월 1일   | 마음 속, 봄을 그리다 - 충북 옥천              |
| 172회 | 4월 8일   | 향기로운 봄 여정 - 충북 괴산                  |
| 173회 | 4월 15일  | 대청호, 그 물결이 품은 이야기 - 충북 청원     |
| 174회 | 4월 22일  | 충북 최남단의 봄 이야기 - 충북 영동           |
| 175회 | 4월 29일  | 생거진천의 봄을 거닐다 - 충북 진천            |
| 176회 | 5월 6일   | 봄이 물든 작은 세상 - 충북 증평               |
| 177회 | 5월 13일  | 5월, 아름다움愛 빠지다! - 충북 청원           |
| 178회 | 5월 20일  | 山, 사람과 자연을 품다 - 충북 충주            |
| 179회 | 5월 27일  | 머물수록 즐거운 곳 - 충북 영동                |
| 180회 | 6월 3일   | 내 마음의 녹색 쉼표 - 충북 단양               |
| 181회 | 6월 10일  | 푸른 6월, 은혜의 고장으로 향하다 - 충북 보은  |
| 182회 | 6월 17일  | 도시, 추억과 마주하다 - 충북 청주             |
| 183회 | 7월 1일   | 자연에 귀 기울이다 - 충북 제천                |
| 184회 | 7월 8일   | 여름, 청풍명월을 즐겨라! - 충북 제천          |
| 185회 | 7월 15일  | 옛길 따라... 추억 따라... - 충북 괴산         |
| 186회 | 7월 22일  | 물길 따라 역사 속으로... - 충북 충주          |
| 187회 | 7월 29일  | 연풍연가 - 충북 괴산                          |
| 188회 | 8월 5일   | 향수에 물들다 - 충북 옥천                     |
| 189회 | 8월 19일  | 세월을 품다 - 충북 제천                       |
| 190회 | 8월 26일  | 풍경, 가슴에 물들다 - 충북 음성               |
| 191회 | 9월 2일   | 여름의 끝자락을 잡다 - 충북 영동              |
| 192회 | 9월 9일   | 김유신 장군의 흔적을 밟다 - 충북 진천         |
| 193회 | 9월 16일  | 시時간間, 풍경을 빚다 - 충북 음성             |
| 194회 | 9월 23일  | 자연과 예술이 하나 된 곳 - 충북 청원          |
| 195회 | 9월 30일  | 도심으로의 문화 산책 - 충북 청주              |
| 196회 | 10월 14일 | 가을의 울림 속으로 ... - 충북 진천            |
| 197회 | 10월 21일 | 은혜의 고장, 가을을 품다 - 충북 보은          |
| 198회 | 11월 4일  | 休, 가슴에 물들다 - 충북 옥천                 |
| 199회 | 11월 11일 | 가을이 내리다 - 충북 괴산                     |
| 200회 | 11월 18일 | 가을 천태산을 오르다 - 충북 영동              |
| 201회 | 11월 25일 | 옛 도심의 기억 - 충북 청주                    |
| 202회 | 12월 2일  | 삶은 계속해서 흘러가리 - 충북 증평            |
| 203회 | 12월 9일  | 호수가 품은 이야기 - 충북 청원                |
| 204회 | 12월 16일 | 시간이 머무는 곳, 옥천 - 충북 옥천            |
| 205회 | 12월 23일 | 기억에 머물다 - 충북 보은                     |

### 2014년
| 회차  | 방송일    | 제목 (원제)                                      |
| ----- | --------- | ------------------------------------------------ |
| 206회 | 1월 6일   | 추억이 내리는 골목길 - 충북 제천                 |
| 207회 | 1월 13일  | 또 다른 시작, 설레이는 겨울을 만나다 - 강원 평창 |
| 208회 | 1월 20일  | 겨울이 머무는 풍경 두타산 - 충북 진천            |
| 209회 | 1월 27일  | 고개 넘어 만난 겨울 - 충북 영동                  |
| 210회 | 2월 3일   | 역사의 향기를 따라 - 충북 충주                   |
| 211회 | 2월 10일  | 삶은 금강을 따라 흐른다 - 충북 영동              |
| 212회 | 2월 24일  | 소나무, 그 향기를 따라 - 충북 보은               |
| 213회 | 3월 3일   | 성안길 그 기억을 따라 - 충북 청주                |
| 214회 | 3월 10일  | 김유정이 사랑한 고향 실레마을에 가다 - 강원 춘천 |
| 215회 | 3월 17일  | 그리움은 인연이 되어 - 충북 옥천                 |
| 216회 | 3월 31일  | 봄이 오는 길목에서 - 충북 청원                   |
| 217회 | 4월 7일   | 봄봄봄 - 충북 괴산                               |
| 218회 | 4월 14일  | 꽃피는 고향의 봄 - 충북 제천                     |
| 219회 | 4월 28일  | 자전거 탄 풍경 - 충북 옥천                       |
| 220회 | 5월 5일   | 떠나는 봄을 만지다 - 충북 청원                   |
| 221회 | 5월 12일  | 역사가 흐르는 땅, 단양 - 충북 단양               |
| 222회 | 5월 19일  | 마음 속 부처의 얼굴을 만나다 - 충북 괴산         |
| 223회 | 6월 2일   | 사람, 풍경이 되어... - 충북 영동                 |
| 224회 | 9월 6일   | 삶이 흐르는 곳, 심천 - 충북 영동                 |
| 225회 | 9월 13일  | 삶의 향기를 품다 - 충북 충주                     |
| 226회 | 9월 20일  | 산의 기억 - 충북 단양                            |
| 227회 | 10월 11일 | 오송, 시간을 걷다 - 충북 청주                    |
| 228회 | 10월 25일 | 남한강길 따라서 - 충북 단양                      |
| 229회 | 11월 1일  | 시가 내리는 풍경 - 충죽 옥천                     |
| 230회 | 11월 8일  | 옛 길에서 만난 가을 - 충북 청주                  |
| 231회 | 11월 15일 | 가을, 기억에 머물다 - 충북 진천                  |
| 232회 | 11월 22일 | 가을과 겨울, 그 사이에서 - 충북 영동             |
| 233회 | 11월 29일 | 역사의 향기를 따라서 - 충북 충주                 |
| 234회 | 12월 6일  | 자연, 그리고 쉼표 하나 - 충북 충주               |
| 235회 | 12월 13일 |                                                  |
| 236회 | 12월 27일 |                                                  |

### 2015년
| 회차 | 방송일   | 제목 (원제)                                   |
| ---- | -------- | --------------------------------------------- |
|      | 3월 13일 | 강원 정선 화암면 - 그림바위마을 소금강 몰운대 |
|      | 4월 17일 | 정선 유평리의 봄 풍경 - 소보냄, 삼베길쌈      |
|      | 5월 1일  | 영월 단종유배길                               |
|      | 5월 22일 | 홍천 수타사                                   |
|      | 5월 29일 | 홍천 여행 2                                   |
|      | 6월 19일 | 춘천 대추나무골 여행                          |
|      | 6월 26일 | 철원 여행                                     |
|      | 7월 3일  | 정선 여행                                     |
|      | 7월 10일 | 강릉 여행                                     |
|      | 7월 24일 | 춘천 여행                                     |